# Mousehole
Mousehole är en ort i Storbritannien.   Den ligger i grevskapet Cornwall och riksdelen England, i den södra delen av landet, 400 km väster om huvudstaden London. Mousehole ligger 11 meter över havet och antalet invånare är 850.
Terrängen runt Mousehole är huvudsakligen platt, men norrut är den kuperad. Havet är nära Mousehole åt sydost.  Närmaste större samhälle är Penzance, 3,9 km norr om Mousehole. 